# سفرنامه‌نویسان انگلیسی و ایران
سفرنامه‌ها به ایران نخستین جهانگرد غربی که در دوران اسلامی به ایران سفر کرد، «خاخام بنیامین بن جناح» از اهالی تودلای اسپانیا بود. او که بین سال‌های ۵۶۹–۵۶۰ هجری به روزگار حکومت سلجوقیان از ایران دیدن کرد، در این سفر ضمن بازدید از جوامع کلیمی مشرق زمین، به تجارت نیز مشغول بود. در فاصله سالهای۵۸۲–۵۷۶ هجری جهانگرد دیگری به نام «خاخام موسی پتاچیا» از شهر پراگ، از راه لهستان و روسیه به ایران سفر کرد و در مورد «آرامگاه دانیال نبی» در شوش گزارشی تهیه نموده‌است.
مارکوپولو (۱۲۹۴–۱۲۷۳م)، ابن بطوطة مراکشی در سال ۷۷۹ق. (۱۳۷۷م)، کلاویخو (۱۴۰۵–۱۴۰۴ م)، جوزافا باربارو (۱۴۷۴م) و تعدادی دیگر. کرزن در فهرست سیاحان اروپایی که در فاصله سالهای ۱۸۹۱–۱۸۰۰ به ایران مسافرت کرده‌اند، از ۱۹۲ نفر که در قالب نمایندگان سیاسی، نظامی و اقتصادی به ایران آمده‌اند، نام برده‌است.
- بیشترین سفرنامه‌ها از سفر به ایران به انگلیسی‌ها اختصاص دارد البته روسها، فرانسوی‌ها، پرتغالی‌ها و دیگران هم سفرنامه‌هایی از ایران دارند اما یا ترجمه نشده‌است یا کمتر مورد توجه قرار گرفته‌است.

جالب اینکه همه این سفرنامه نویسان اشاره به خلیج فارس (Persian gulf) و مسائل آن دارند و تعدادی از آنها بخش عمده سفرنامه مربوط به تحولات خلیج فارس است. تعدادی از سفرنامه‌های مربوط به ایران:
1. - آرمسترانگ، تی.بی. خاطرات سفر به میدانهای جنگ اخیر روسیه و ترکیه، لندن ۱۸۳۱
2. - آرنولد، آرتور، مسافرت در سرتاسر ایران با کاروان، ۲ جلد، لندن ۱۸۷۷
3. - آلکوک، توماس، مسافرتهایی در روسیه، ایران، ترکیه و یونان در سالهای ۲۹–۱۸۲۸، لندن ۱۸۳۱
4. - استاک، ادوارد، شش ماه درایران، ۲ جلد، لندن ۱۸۸۲
5. - استاکلر، جواشیم هیوارد، پانزده ماه سفر زیارتی در جاده‌های مالرو خوزستان و ایران در سالهای ۳۲–۱۸۳۱، ۲ جلد، لندن ۱۸۳۲
6. - استرن، هنری، غروب آفتاب در شرق، با یادداشتهایی توراتی، تاریخی و آماری دربارهٔ اشخاص و اماکن که در خلال مأموریتی نزد یهودیان ایران و کردستان و میانرودان تهیه شده‌است، لندن ۱۸۵۴
7. - استیوارت، چارلز ادوارد، در سراسر ایران با لباس مبدل، لندن ۱۹۱۱
8. - استوارت، چارلز، یادداشهای اقامت در شمال ایران و ایالات مجاور آن در ترکیه، لندن ۱۸۵۴
9. - اوزلی، سرویلیام، مسافرت در کشورهای گوناگون شرقی بویژه ایران، ۳ جلد، لندن ۲۳–۱۸۱۹
10. - ایستویک، ادوارد، خاطرات سه سال اقامت یک دیپلمات در ایران، ۲ جلد، لندن ۱۸۶۱
11. - باکینگهام، جورج سیلک، سفرهایی به آشور، ماد و پارس، لندن ۱۸۲۹
12. - براون، ادوارد. ج. انقلاب ایران ۱۹۰۹–۱۹۰۶، لندن ۱۹۱۰ (به فارسی ترجمه شده‌است)
13. تاریخ ادبی ایران، ۴ جلد، کمبریج ۱۹۲۴–۱۹۰۲ (به فارسی ترجمه شده‌است)
14. یک سال در میان ایرانیان، لندن ۱۸۹۳ (به فارسی ترجمه شده‌است)
15. شرح مختصری از رویدادهای اخیر ایران، لندن ۱۹۰۹
16. تاریخ مطبوعات و ادبیات ایران در دوره مشروطیت، ۳ جلد، کمبریج ۱۹۱۴ (به فارسی ترجمه شده‌است)
17. برنز، آلکساندر، سفربخارا، ۳ جلد، لندن ۱۸۳۴
18. بریجز، سر هارفورد جونز، شرح مذاکرات سفارت اعلیحضرت پادشاه انگلستان در دربار ایران در سالهای ۱۸۱۱–۱۸۰۷، لندن ۱۸۳۴
19. - بینینگ، رابرت، یادداشتهای سفر به ایران و سیلان و نقاط دیگر، ۲ جلد، لندن ۱۸۵۷
20. - بیشاپ، ایزابلا، مسافرت به ایران و کردستان، ۲ جلد، لندن ۱۸۹۱
21. - بیکر، والنتاین، ابرهایی در شرق، لندن ۱۸۷۶
22. - پاتینجر، هنری، مسافرت در بلوچستان و سند، لندن ۱۸۱۶ (به فارسی ترجمه شده‌است)
23. - پرایس، ویلیام، یادداشتهای روزانه سفارت انگلیس در ایران، لندن ۱۸۳۲
24. - پورتر، رابرت کر، مسافرت در گرجستان، ایران، ارمنستان، بابل قدیم و نقاط دیگر در سالهای ۱۸۱۷، ۱۸۱۸، ۱۸۱۹، ۱۸۲۰، ۲ جلد، لندن ۱۸۲۱
25. - جانسون، جان، سفر به انگلستان از راه ایران، گرجستان، روسیه، لهستان و پروس در سال ۱۸۱۷، لندن ۱۸۱۸
26. - دیوراند، لیدی الا، گردش پاییزی در غرب ایران، لندن ۱۹۰۲
27. - ریچ، کلادیوس، تفصیل اقامت در کردستان و شرح دیدار از شیراز و تخت جمشید، ۲ جلد، لندن ۱۸۳۶
28. - ساویج لندور، آرنولد، از این سو به آن سوی سرزمین مورد طمع، ۲ جلد، لندن ۱۹۰۲
29. سایکس، الا کنستانس، ایران و مردمان آن، لندن ۱۹۱۰
30. داستانهایی شاهنامه یا افسانه‌های کهن ایران، لندن ۱۹۰۱
31. سرتاسر ایران یک‌وری بر پشت اسب، لندن ۱۸۹۸ (به فارسی ترجمه شده‌است)
32. سایکس، سرپرسی، ده هزار میل مسافرت در ایران، لندن ۱۹۰۲ (به فارسی ترجمه شده‌است)
33. افتخار عالم تشیع، لندن ۱۹۱۰ (به فارسی ترجمه شده‌است)
34. تاریخ ایران، ۲ جلد، لندن ۱۹۱۵ (به فارسی ترجمه شده‌است)
35. - شیل، مری لئونورا، نگاهی به زندگی و روشها در ایران، لندن ۱۹۵۶ (با عنوان خاطرات لیدی شیل به فارسی ترجمه شده‌است)
36. - فلایر، ارنست، بلوچستان کشف نشده، لندن ۱۸۹۲.
37. - فاولر، جورج، سه سال در ایران با ماجراهای سفر به کردستان، ۲ جلد، لندن ۱۸۳۸
38. - فریزر، جیمز بیلی، سفر زمستانی از قسطنطنیه به تهران، ۲ جلد، لندن ۱۸۳۸ (به فارسی ترجمه شده‌است)
39. - علی نیمرو ماجراجوی بختیاری، داستانی از لرستان، ۳ جلد، لندن ۱۸۴۲ (داستان تخیلی)
40. شرح مسافرت به خراسان در سالهای ۱۸۲۱ و ۱۸۲۲، لندن ۱۸۲۵
41. روایت تاریخی و توصیفی ایران از نخستین دورانها تا زمان حاضر، ادینبورگ ۱۸۳۴
42. داستان اقامت شاهزادگان ایرانی در لندن و ماجراهای متعاقب آن، ۲ جلد، لندن ۱۸۳۸
43. قصه‌های کاروانسرای؛ داستان خان، فیلادلفیا، ۱۸۳۳ (داستان تخیلی)
44. ـ عقاب سیاه؛ داستان ترکمنی، لندن ۱۸۴۴ (داستان تخیلی)
45. قزلباش، داستان خراسانی، ۳ جلد، لندن ۱۸۲۸ (داستان تخیلی)
46. ماجراجوی ایرانی، ۳ جلد، لندن ۱۸۳۰، (داستان تخیلی)
47. مسافرتها و ماجراها در ایالات ایرانی در کرانه جنوبی دریای مازندران، لندن ۱۸۲۶
48. سفرهایی در کردستان، میانرودان و نقاط دیگر شامل توصیف بخشهایی از این سرزمینها که هنوز اروپاییان کشف نکرده‌اند، ۲ جلد، لندن ۱۸۴۰
49. - کانالی، آرتور، سفر زمینی از انگلستان به شمالهند از راه روسیه، ایران و افغانستان، ۲ جلد، لندن ۱۸۳۴
50. - کرزن، جورج ناتانیل، ایران و قضیه ایران، ۲ جلد، لندن ۱۸۹۲ (به فارسی ترجمه شده‌است)
51. - گلداسمید، فردریک جان، ایران شرقی: شرح مسافرت هیئت مرزی ایران در سالهای ۷۲–۱۸۷۰، ۲ جلد، لندن ۱۸۷۶
52. - تلگراف و مسافرت: شرح تأسیس و گسترش ارتباطات تلگرافی بین انگلستان و هند، لندن ۱۸۷۴
53. - لامسدن، توماس، مسافرت از میراث در هند تا انگلستان از راه افغانستان، ایران، ارمنستان، گرجستان، روسیه، اتریش، سوئیس و فرانسه در سالهای ۲۰–۱۸۱۹، لندن ۱۸۲۲
54. - لایارد، هنری، ماجراهای اولیه در ایران، عیلام و بابل، ۲ جلد، ۱۸۸۷ (به فارسی ترجمه شده‌است)
55. - مارش، هیپیسلی کانلیف، سفری به دیار اسلام: مسافرت به ایران و افغانستان و هند از راه مشهد، هرات و قندهار، لندن ۱۸۷۷
56. - مالکوم، سرجان، تاریخ ایران، ۲ جلد، ۱۸۱۵ (به فارسی ترجمه شده‌است)
57. طرحهایی از ایران، ۲ جلد، لندن ۱۸۲۸
58. - مانی، رابرت کاتن، خاطره‌هایی از یک گردش در ایران در سالهای ۱۸۲۴ و ۱۸۲۵، لندن ۱۸۲۸
59. مکدونالد، رابرت، روایت شخصی از سفر نظامی در ترکیه و ایران، لندن ۱۸۵۹
60. مکدونالد کینر، جان، یادداشتهایی دربارهٔ اوضاع جغرافیایی امپراتوری ایران، لندن ۱۸۱۳
61. مک گریگور، چارلز، شرح مسافرت در ایالت خراسان و سرحد شمال غربی افغانستان در سال ۱۸۷۵، ص جلد، لندن ۱۸۷۹
62. موریه، جیمز، مسافرت در ایران، ارمنستان و آسیای صغیر تا قسطنطنیه در سالهای ۱۸۰۸ و ۱۸۰۹، لندن ۱۸۱۲
63. دومین مسافرت به قسطنطنیه(Constantine) از راه ایران، ارمنستان و آسیای صغیر در سالهای ۱۸۱۰ و ۱۸۱۶، لندن ۱۸۱۸
64. سلیمان، یک داستان ایرانی، لندن ۱۸۱۷ (داستان تخیلی)
65. سرگذشت حاجی بابای اصفهانی، ۳ جلد، لندن ۱۸۲۴ (داستانی تخیلی که به فارسی ترجمه شده‌است)
66. ماجراهای حاجی بابا در انگلستان، ۲ جلد، لندن ۱۸۲۸ (داستانی تخیلی که به فارسی ترجمه شده‌است)
67. میرزا، ۳ جلد، لندن ۱۸۴۱ (داستان تخیلی
68. سهراب گروگان، ۳ جلد، لندن ۱۸۳۲ (داستان تخیلی)
69. - والستون، رابرت گرانت، تاریخ ایران از ابتدای قرن نوزدهم تا ۱۸۵۸، لندن ۱۸۶۶ (به فارسی ترجمه شده‌است)
70. - وارینگ، ادوارد، سفری به شیراز از راه کازرون و فیروزآباد، لندن ۱۸۰۷
71. - ویلبراهام، ریچارد، مسافرت در ایالات ماوراء قفقاز متعلق به روسیه تا کرانه‌های جنوبی دریاچه وان و ارومیه در پاییز و زمستان ۱۸۳۷، لندن ۱۸۳۹
72. - ولف، جوزف، شرح مأموریت در بخارا در سالهای ۴۵–۱۸۴۳، ۲ جلد، لندن ۱۸۴۵
73. - سفرها و ماجراهای جوزف ولف، به کوشش آلفردگتی، لندن ۱۸۶۱
74. - هالینگبری، ویلیام، روزنامه سفر هیئت سرجان مالکوم به دربار ایران در سالهای ۱۷۹۹، ۱۸۰۰و ۱۸۰۱، کلکته ۱۸۱۴ (به فارسی ترجمه شده‌است)
75. سفرنامه مک گریگور سفری به ایران و خراسان. ترجمه: آستانقدس رضوی ۱۳۷۰